# Snowboardtrick
Snowboardtricks sind Bewegungen oder Drehungen in der Luft oder am Boden, die Snowboarder auf der Skipiste, in einem Funpark, einer Half-Pipe oder auf Rails ausführen. Dazu werden Freestyleboards verwendet.
Dieser Artikel ist eine Vertiefung des Themas Snowboarding. Er setzt eine gewisse Grundkenntnis der Sportart voraus.

## Gliederung
Snowboardtricks können wie folgt gegliedert werden:
- 'air' (englisch für Luft)

- 'spin' (englisch für Drehung)
- 'flip' (von 'to flip'; englisch für umdrehen)
- 'grab' (von 'to grab'; englisch für ergreifen)

- 'ground' (englisch für Boden)

- 'slide' (von 'to slide'; englisch für gleiten)
- 'press' (von 'to press'; englisch für drücken)
- 'lip' (englisch für Rand)

Alle Tricks können switch ausgeführt werden, Spin-Tricks zusätzlich noch backside (bs, rückwärts) oder frontside (fs, vorwärts).

## Arten von Tricks

### Air
Air Tricks werden, wie es der Name andeutet, in der Luft ausgeführt, meist nach Absprung von einem Kicker (Schanze) oder in einer Half-Pipe. Air Tricks werden als besonders schön angesehen, wenn die Ausführung des Tricks möglichst lange und sicher erfolgt und der Snowboarder sauber landet, ohne dabei zum Beispiel mit der Hand in den Schnee zu greifen.

#### Spin
Spin Tricks bestehen aus Drehungen um die körpereigene Längsachse (Schrauben). Man gibt die Anzahl der erfolgten Drehungen in Grad an und zählt in 180° Schritten. Oft wird hier nur noch die erste Zahl der Gradangabe genannt, auch der Rest wird gekürzt. Beispiel „Back-drei-Tail“, bezeichnet einen Backside three-sixty, der am Tail gegrabt wurde (vgl. ff.).
Backside Spin und Frontside Spin beschreiben, wie der Spin ausgeführt wird. Bezeichnend ist dabei die Seite, die während der ersten 180° des Spins in Fahrtrichtung (hangabwärts) weist. Ein regular angefahrener Backside Spin wird daher im Uhrzeigersinn gedreht, ein goofy angefahrener gegen den Uhrzeigersinn. Bei einem Frontside Spin rotiert man regular also gegen den Uhrzeigersinn, goofy dagegen im Uhrzeigersinn. Fährt man einen Spin switch an, kehrt sich die Bezeichnung des Tricks um: Ein Switch Backside Spin wird also regular gegen den Uhrzeigersinn gedreht, goofy im Uhrzeigersinn.
Spins:
- Halbe Drehung = 180° (one-eighty)
- Eine Drehung = 360° (three-sixty)
- Ein-Einhalb Drehungen = 540° (five-fourty)
- Zwei Drehungen = 720° (seven-twenty)
- Zwei-Einhalb Drehungen = 900° (ninehundred)
- Drei Drehungen = 1080° (ten-eighty)
- Drei-Einhalb Drehungen = 1260° (twelve-sixty)
- Vier Drehungen = 1440° (fourteen-forty)

etc.

#### Flip
Flip Tricks bestehen aus Drehungen um die anderen beiden körpereigenen Achsen. Kombiniert mit Spins und Grabs ergeben sich weitere Möglichkeiten, einen Trick auszuführen.
Führt man einen Flip zweimal hintereinander aus, wird vor dem Trick-Namen ein 'double' als Präfix hinzugefügt.
Standard Flips (Drehung um eine Rotationsachse):
- Front-Flip/Tamedog(man kippt über die Nose des Brettes hinweg)
- Back-Flip/Wildcat (man kippt über das Tail des Brettes hinweg)
- Front-Roll (der eigentliche „Vorwärtssalto“)
- Back-Roll (der eigentliche „Rückwärtssalto“)

Drehungen um zwei Rotationsachsen:
- Misty Flip/Mc Twist (Backside-Drehung mit Front-Roll „Vorwärtssalto“)
- Underflip (Frontside-Drehung mit Back-Roll von der Backsidekante abgesprungen)
- Backside Inverted
- Frontside Inverted
- Haakon Flip (Frontside-Drehung mit Front-Flip)
- Backside Rodeo  (Back-Roll und Backside-Drehung von der Frontsidekante abgesprungen)
- Frontside Rodeo (Back-Roll und Frontside-Drehung von der Frontsidekante abgesprungen)

Drehungen um drei Rotationsachsen:
- Backside Cork (Backside-Drehung mit Front-Flip und Front-Roll „Vorwärtssalto“)
- Frontside Cork (Frontside-Drehung mit Back-Flip und Back-Roll „Rückwärtssalto“)

#### Grab

Grabvarianten

Grabs bestehen aus verschiedenen Griffen am Brett. Man hält sich, nach erfolgtem Absprung von einer Schanze (dem „Kicker“) oder einer Half-Pipe, an einer Seite des Boards möglichst lange fest.
Hier besteht eine  Vielfalt an Grabs, da das Brett unzählige Möglichkeiten aufweist, es zu 'grabben'. Auch möglich sind Grabs mit beiden Händen, das tweaken (die Beine so weit anwinkeln wie möglich) und das bonen (ein oder beide Beine strecken).
Eine Auswahl an Grabs:
- Mute (die vordere Hand grabt in der Mitte an der Frontside)
- Melon (die vordere Hand grabt hinter dem vorderen Fuß an der Backsidekante. Das vordere Bein wird gestreckt (boned))
- Taipan (die vordere Hand grabt von hinten zwischen den Beinen hindurch in der Mitte der Frontsidekante)
- Chicken Salad (die hintere Hand grabt zwischen den Beinen hindurch in der Mitte der Backsidekante)
- Roast Beef (die vordere Hand grabt zwischen den Beinen hindurch in der Mitte der Backsidekante)
- Beef Curtains (beide Hände graben durch die Beine hindurch an der Mitte der Backsidekante)
- Crail (die hintere Hand grabt die Nose)
- Rocket (beide Hände grabben die Nose – das Brett wird zum Körper gezogen)
- Seatbelt (die vordere Hand grabt an der Frontside-Kante auf der Höhe eines Stalefish)
- Indy (die hintere Hand grabt in der Mitte der Frontsidekante. Wird der Grab bei einer FS Rotation ausgeführt, heißt er FS Grab – Nur bei Flips, Straight Airs und BS Rotationen ist die Rede von Indy)
- Stalefish (die hintere Hand grabt hinter dem Hinterfuß an der Frontsidekante)
- Japan Air (die vordere Hand grabt hinter dem vorderen Fuß an der Frontsidekante – der Körper wird zu einem Bogen gestreckt (tweaken))
- Lien Air (die vordere Hand grabt hinter dem vorderen Fuß an der Backsidekante – die Knie bleiben eingezogen)
- Method (die vordere Hand grabt hinter dem vorderen Fuß an der Backsidekante – der Körper wird zu einem Bogen gestreckt (tweaken))
- Nosegrab (die vordere Hand grabt die Nose)
- Tailgrab (die hintere Hand grabt das Tail)
- Stiffy (die hintere Hand grabt einen Indy – die Beine werden gestreckt (boned))
- Shifty (kein eigentlicher Grab – man stellt sein Brett in der Luft quer zur Fahrtrichtung)
- Tailfish
- Monkey (beide Hände graben in der Mitte der Frontside)
- Flying Squirrel (die vordere Hand grabt vor dem vorderen Fuß an der Backside – die hintere Hand grabt hinter dem hinteren Fuß an die Backside – der Körper wird zu einem Bogen gestreckt (tweaken))

### Ground
Ground Tricks sind vielfältig und werden oft am Boden, an Funboxen oder an Rails ausgeführt. Die Lip Tricks werden jedoch an Halfpipes oder Quarterpipes ausgeführt.

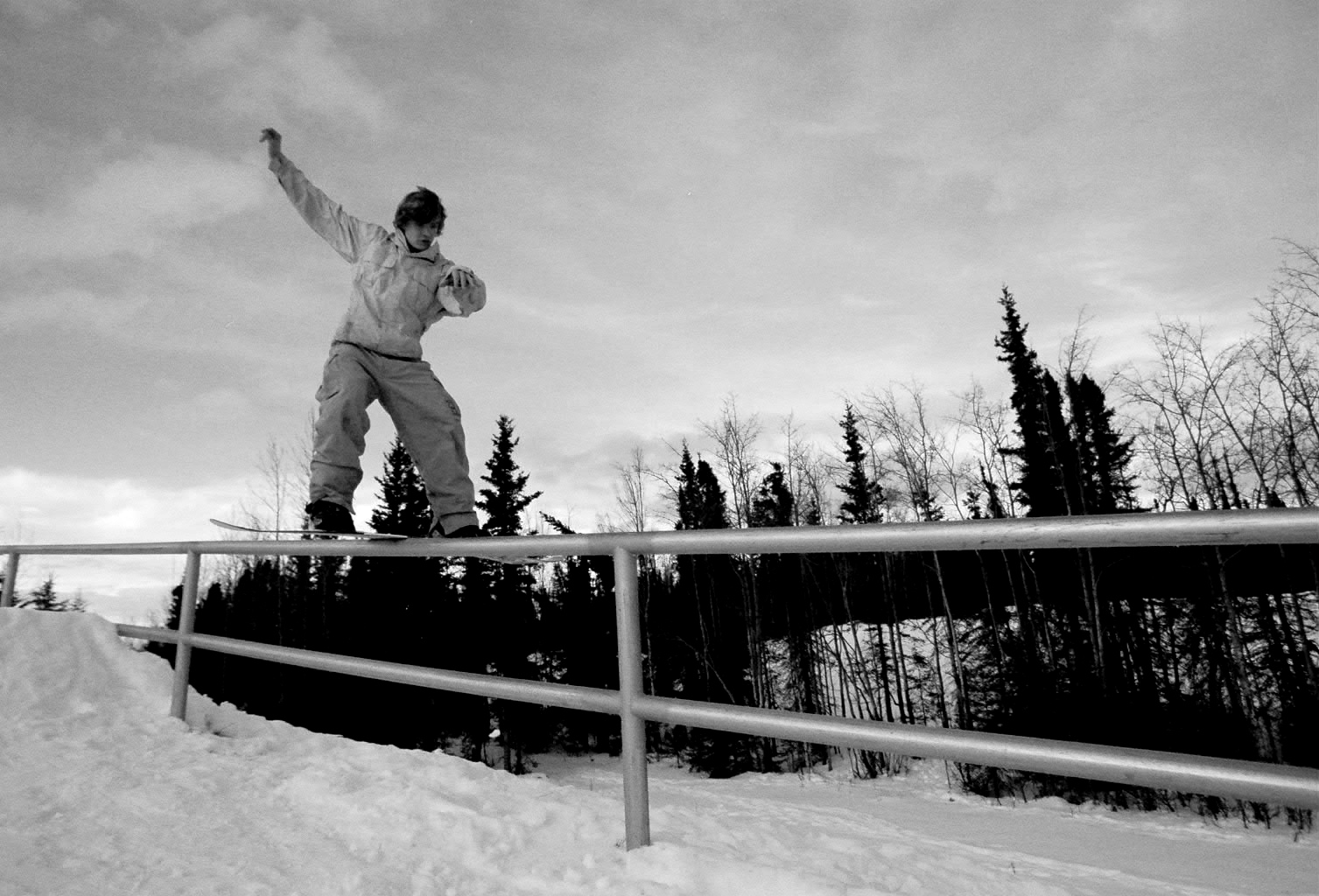
Boardslide an einem Rail

#### Slide
Das „Sliden“, oder auch „Jibben“ bezeichnet das Befahren von Gegenständen, die nicht aus Schnee sind. Meistens handelt es sich um sogenannte „Rails“, also Geländer. Auch stehen in fast jedem Skigebiet sogenannte „Boxen“, Kästen in verschiedenen Formen mit Kunststoffbelag, welche zum Sliden konzipiert sind. Alle Tricks können sowohl an „Boxen“ als auch „Rails“ ausgeführt werden. Nahezu alle Snowboardslides sind den entsprechenden Skateboardtricks nachempfunden. Da ein Snowboard über keine Achsen verfügt, sind allerdings einige Tricks nicht möglich. Trotzdem bietet das Snowboardfahren auf Rails in der Praxis mindestens genauso viele Möglichkeiten wie das Skateboardfahren, insbesondere deshalb, weil das Snowboard angeschnallt wird, was deutlich länger Slides und technischere Kombinationen ermöglicht.

##### Unterscheidung Frontside – Backside
Grundsätzlich kann jeder Slide „Frontside“ oder „Backside“ ausgeführt werden. Die Unterscheidung liegt darin, von welcher Seite man auf die Rail springt. Bei einem Frontslide hat der Fahrer, unabhängig, ob Regular oder Goofy, die Rail beim Absprung vor sich. Bei einem Backsideslide ausgeführten Trick ist die Rail beim Absprung entsprechend hinter dem Fahrer. Er springt also blind auf die Rail. Es wird immer vom Rücken aus beschrieben.

##### Unterscheidung Switch – Normal – Nollie
Des Weiteren kann jeder Slide „normal“, „switch“ oder „Nollie“ ausgeführt werden. Wenn nicht anders gesagt, wird jeder Trick grundsätzlich normal ausgeführt, sprich entsprechend der bevorzugten Fahrrichtung des Fahrers („Regular“, „Goofy“). Ein „Switch“ Trick bedeutet, dass beispielsweise ein „Regular“ Fahrer einen Trick „Goofy“ ausführt und umgekehrt. Bei „switch“ Fahrten ändern sich auch die Bezeichnungen am Brett. Zum Beispiel wird die „Nose“ im „switch“ zum Tail. „Nollie“ Slides  bedeuten, dass ein Trick über die „Nose“ anstatt wie üblich das „Tail“ abgesprungen. Auch hierbei kann der Trick „normal“ („Nollie“) oder „switch“ („switch Nollie“) ausgeführt werden.

##### Verschiedene Slides
„50:50“:
Der grundlegendste Slide auf dem Snowboard. Bei einem 50:50 springt der Fahrer gerade ab und landet ebenfalls gerade, sprich in der Position, in der er die Piste hinunterfahren würde, auf der Rail.
„Boardslide“:
Bei einem Boardslide springt der Fahrer zwar gerade ab, dreht sich jedoch in der Luft um 90 Grad und landet so auf der Rail. Das Board steht also in einem rechten Winkel zur Rail. Hier wird zwischen Backside Boardslides und Frontside Boardslides unterschieden. Bei einem Frontside Boardslide hat der Fahrer die Rail beim Absprung vor sich, dreht sein Board allerdings backside um 90 Grad, wodurch er blind zur Fahrtrichtung auf der Rail landet. Bei einem Backside Boardslide ist es entsprechend umgekehrt, der Fahrer hat die Rail hinter sich, dreht jedoch vorwärts frontside um 90 Grad, wodurch er die Rail vor sich hat und dessen Ende sehen kann.
„Lipslide“:
Ein Lipslide ist auf den ersten Blick einem „Boardslide“ sehr ähnlich. Der entscheidende Unterschied liegt darin, dass der Fahrer bei einem „Frontside Lipslide“ die Rail zwar beim Absprung wieder vor sich hat, jedoch dreht er frontside um 90°. Beim „Backside Lipslide“ ist es wieder entsprechend umgekehrt. Der Fahrer landet jedoch durch die Rückwärtsdrehung blind, also wie bei einem „Frontside Boardslide“ auf dem Rail.
„Noseslides und Tailslides“:
„Noseslides“ und „Tailslides“ sind Abwandlungen der „Lipslides“ und „Boardslides“. Der Unterschied liegt darin, dass man nicht mittig auf der Rail landet, also zwischen den Bindungen, sondern entsprechend auf „Nose“ oder „Tail“.
Beispielsweise : „Frontside Noseslide“ : Die Rail befindet sich beim Absprung vor dem Fahrer. Um nun auf der „Nose“ zu landen, springt der nahezu wie beim Frontside Boardslide ab, jedoch landet er nicht mittig, sondern auf dem vorderen Teil des Boards, der „Nose“. Um nicht abzurutschen, muss der Fahrer nun sein ganzes Gewicht auf die „Nose“ verlagern. Daher ist der Frontside Noseslide wesentlich anspruchsvoller als der Frontside Boardslide.
„Presses“:
Es gibt wiederum zwei verschiedene Presses, den „Nosepress“ und den „Tailpress“. Bei einem Press springt der Fahrer gerade ab wie bei einem „50:50“, er verlagert sein Gewicht jedoch auf das „Tail“, bzw. die „Nose“. Dadurch slidet er nur auf einem Teil seines Boards, ähnlich dem „Wheelie“ beim Skateboarding oder Fahrradfahren.
„Bluntslide“:
Beim „Bluntslide“ springt der Fahrer komplett über die Rail und landet auf dem äußersten Teil seines Boards. Bei einem „Frontside Bluntslide“ beispielsweise springt der Fahrer mit der Rail vor sich ab, doch im Gegensatz zum Frontside Noseslide landet er nun nicht auf der „Nose“, sondern springt über die Rail und landet auf dem „Tail“. Im weitesten Sinne ist der Bluntslide also auch ein „Noseslide“ bzw. „Tailslide“, nur wegen des Absprungs deutlich anspruchsvoller.

##### „Spins on“ und „Spins off“
Die bisher genannten Tricks lassen sich mit „Spins“, also Drehungen auf und von der Rail, kombinieren. Dabei dreht sich der Fahrer, bevor auf der Rail landet, nicht nur um 90 Grad, sondern beispielsweise 180 Grad. Die 180 Grad Drehung kann er wiederum „backside“ oder „frontside“ durchführen. Angenommen, der Fahrer dreht sich mit einem „frontside“ 180 auf die Rail, würde der Trick entsprechend „Frontside 180 to switch 50:50“ heißen. Dreht er sich wiederum um 90 Grad weiter, wäre es ein sogenannter „Frontside 270 to Frontboard“, da der Fahrer nach 270 Grad Rotation nicht gerade, sondern quer auf der Rail landet. Theoretisch sind alle erdenkbaren „Spins“ möglich, in der Praxis sind „Spins“ von über 450 Grad sehr selten zu sehen.
Dreht sich der Fahrer am Ende der Rail von dieser herunter, anstatt gerade herunterzuspringen, handelt es sich um einen „Spin off“. Führt ein Fahrer also beispielsweise einen „Frontside Tailslide“ aus und dreht sein Board um 270 Grad anstatt der 90 Grad, um gerade weiter zu fahren, spricht man von einem „Frontside Tailslide 270 off“, seltener auch von einem „270 out“.
Da sowohl jeder „Frontside spin on“ wie auch „Backside spin on“ von zwei Seiten ausgeführt werden kann (mit der Rail vor und hinter dem Fahrer beim Absprung), unterscheidet man noch zwischen normalem „Spin on“ und „Hardway spin on“. Jeder „Backside spin on“, der mit der Rail rechts vom Fahrer abgesprungen wird, ist ein „Hardway backside on spin“. Jeder „Frontside spin on“, der mit der Rail links vom Fahrer abgesprungen wird, heißt „hardway frontside spin on“.

##### Weitere Besonderheiten
„Change/Sexchange“:
Der Fahrer dreht sein Board auf der Rail um 180 Grad, ohne dabei abzuspringen.
„Umspringen“:
Der Fahrer springt aus einer bestimmten Slideposition in eine andere um. Beispielsweise: „Frontside Boardslide to Backside Boardslide“
„To fakie/ to normal“:
Jeder Trick, bei dem der Fahrer 90 Grad quer zum Rail slidet, kann auf zwei Varianten beendet werden: Er dreht sich am Ende des Rails zurück in seine bevorzugte Fahrrichtung („to normal“, wird normalerweise weggelassen) oder „to fakie“. Bei einem „to fakie“ Trick dreht sich der Fahrer so vom Rail, dass er switch weiterfährt. Beispiel: „Frontside Bluntslide to fakie“.

##### Kombinationen
Alle oben genannten Tricks lassen sich miteinander kombinieren. Einige Beispiele:
„Backside 180 on to switch Nosepress switch backside 180 out“
„50:50 to backside Sexchange to switch backside 180 out“
„Frontside 270 on to Frontside Boardslide front 270 out“

#### Press
Beim Nose- oder Tailpress lehnt man sich während des Fahrens auf die Nose bzw. auf das Tail, so dass das Tail bzw. die Nose in der Luft ist (siehe dazu auch: Freestyleboard). Die Schwierigkeit dabei ist, die Balance zu halten.
Diese Art von Trick wird auch Wheelie oder Manual (wie beim Skateboarden) genannt. Man führt diese oft auf der Piste oder auf Funboxen aus.

## Entstehung von Tricks
Die meisten Tricks wurden von den bereits bestehenden Skateboard-Tricks adaptiert. Manche jedoch, z. B. der Misty- und Haakon-Flip (der Name stammt von seinem Erfinder Terje Håkonsen), wurden von Snowboardprofis erfunden.

## Contests
Freestyle-Contests sind Wettbewerbe, bei denen es darum geht, wer die besten Tricks ausführt. Die Sprünge/Runs werden von einer Jury bewertet.
Unterschieden werden mindestens drei Contest-Arten:
- Big Air (Air Tricks)
- Half-Pipe/Quarter Pipe (Air Tricks, Lip Tricks, Grinds)
- Funpark/Slopestyle (Air Tricks, Ground Tricks, Rails)